# Nikolaos Lazaru
Nikolaos Lazarou (gr. Νικόλαος Λαζάρου; ur. 6 sierpnia 1942) – grecki zapaśnik walczący w stylu klasycznym. Olimpijczyk z Meksyku 1968, gdzie odpadł w eliminacjach w kategorii 63 kg.
Brązowy medalista igrzysk śródziemnomorskich w 1963 i 1967 roku.